# غولفيرينزو (بافيا)
غولفيرينزو (بالإيطالية: Golferenzo)‏ هي بلدة تقع في مقاطعة بافيا بإقليم لومبارديا في شمال إيطاليا. تبلغ مساحة هذه المدينة 4.3 (كم²)، وترتفع عن سطح البحر م، بلغ عدد سكانها 239 نسمة في عام 2004 حسب إحصاء المعهد الوطني للإحصاء.

## السكان
في سنة 1861 بلغ عدد السكان 495 نسمة، وتطور العدد ليصل في سنة 2011 لـ 206 نسمة.
يظهر هذا المخطط البياني تطور النمو السكاني لـ غولفيرينزو (بافيا)